# Father Gets in the Game
Father Gets in the Game est un film muet américain réalisé par D. W. Griffith, sorti en 1908.

## Synopsis
Un père de famille subit les sarcasmes de sa femme et de ses enfants à propos de son âge et de son manque d'humour. Il surprend sa famille en faisant une cure de jouvence.

## Fiche technique
- Titre : Father Gets in the Game
- Réalisation et scénario : D. W. Griffith
- Société de production et de distribution : American Mutoscope and Biograph Company[2]
- Photographie : G. W. Bitzer
- Pays :  États-Unis
- Format[3] : Noir et blanc - Muet - 1,33:1 ou 1,37:1[4] - 35 mm[4],[5]
- Longueur de pellicule : 604 pieds (184 mètres[5])
- Durée : 10 minutes (à 16 images par seconde)[3]
- Genre : Comédie[4]
- Date de sortie : 9[4] ou 10 octobre 1908

## Distribution
Les noms des personnages proviennent de l'Internet Movie Database.
- Mack Sennett : Bill Wilkins
- Linda Arvidson
- Florence Lawrence : la femme du premier couple
- Charles Gorman
- Jeanie Macpherson
- Marion Leonard
- Harry Solter : le fils de Wilkins
- George Gebhardt : Professeur Dyem / l'homme du premier couple[4],[6]
- Charles Avery : le majordome[4],[6]

## Autour du film
Les scènes du film ont été tournées les 3 et 4 septembre 1908 dans le studio de la Biograph à New York et à Central Park.
Des copies du film existent encore aujourd'hui.

### Source
- Jean-Loup Passek et Patrick Brion, D.W. Griffith : Le Cinéma, Paris, Cinéma/Pluriel - Centre Georges Pompidou, 1982, 216 p. (ISBN 2-86425-035-7)